# Magia (Kalafina)
Magia è un brano musicale del gruppo musicale giapponese Kalafina, pubblicato come loro nono singolo il 16 febbraio 2011. Il brano è incluso nell'album After Eden, terzo lavoro del gruppo. Il singolo ha raggiunto la settima posizione della classifica Oricon dei singoli più venduti in Giappone, vendendo 40 761 copie. Il brano è stato utilizzato come sigla di chiusura della serie televisiva anime Puella Magi Madoka Magica.

## Tracce
CD Singolo SECL-941
Testi e musiche di Yuki Kajiura.
1. Magia – 5:09
2. snow falling – 5:13
3. Magia ~instrumental~ – 5:09

## Classifiche
| Classifica (2010) | Posizione più alta |
| ----------------- | ------------------ |
| Giappone (Oricon) | 7                  |